# Al Neuharth

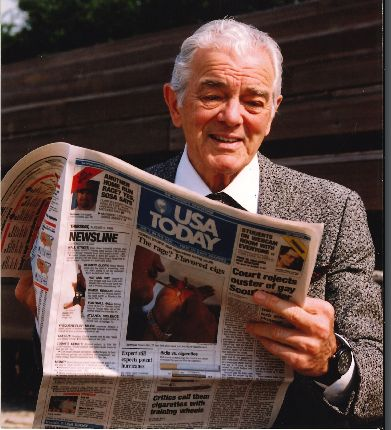
Al Neuharth (1999)

Allen H. „Al“ Neuharth (* 22. März 1924 in Eureka, South Dakota; † 19. April 2013 in Cocoa Beach, Florida) war ein US-amerikanischer Geschäftsmann, Autor und Kolumnist.

## Leben
Mit neunzehn Jahren diente Neuharth in der US-Armee. Nach dem Zweiten Weltkrieg studierte er an der Universität von South Dakota. 1952 gründete er die Sportzeitung SoDak Sports, die aber bald bankrottging. Danach arbeitete er für verschiedene Zeitungsverlage.
Im Auftrag des Medienkonzerns Gannett gründete er am 15. September 1982 mit USA Today die erste landesweite Tageszeitung der USA.
1989 trat er in den Ruhestand, nachdem er Gannett zum größten Zeitungsverlag der USA gemacht hatte.
Im Dezember 2004 erregte er Aufsehen, als er in seiner Kolumne forderte, die US-Truppen aus dem Irak abzuziehen, und die Besatzung mit dem Vietnamkrieg verglich.
Neuharth starb 2013 im Alter von 89 Jahren an den Folgen eines Sturzes.

## Werke
- Mein Erfolgsgeheimnis. Ullstein-Verlag, Frankfurt/M. u. a. 1993, ISBN 3-548-35330-4.